# غريبناو
غربناو (بالألمانية: Grebenau) هي بلدة، مدينة و بلدة ألمانية تقع في ألمانيا في Vogelsbergkreis. يقدر عدد سكانها بـ 2,690 نسمة .